# Poręba (Gmina Leśnica)
Poręba (pronunciación en polaco: /'pɔˈrɛmba/) (en alemán: Poremba) es un pueblo ubicado en el distrito administrativo de Gmina Leśnica, dentro del Condado de Strzelce, Voivodato de Opole, en el sur de Polonia occidental.
Se encuentra aproximadamente a 3 kilómetros al norte de Leśnica, a 9 kilómetros al suroeste de Strzelce Opolskie, y a 30 kilómetros al sureste de la capital regional Opole.

## Historia
Poręba fue mencionada por primera vez en 1485 como Poramba. El pueblo perteneció a la familia Strela durante los siglos XV y XVI, los fundadores de la primera iglesia en la montaña de Santa Ana (Góra Świętej Anny). Desde 1637 el asentamiento perteneció a Melchior Ferdynand Gaszyn. Entre 1871 y 1945 formó parte de Alemania.